# .bt
.bt (Butão) é o código TLD (ccTLD) na Internet para o Butão.